# Porphyrophora violaceae
Porphyrophora violaceae är en insektsart som beskrevs av Matesova 1988. Porphyrophora violaceae ingår i släktet Porphyrophora och familjen pärlsköldlöss.
Artens utbredningsområde är Kazakstan. Inga underarter finns listade i Catalogue of Life.